# Позиция Лусены
Позиция Лусены — типичная позиция в эндшпиле «ладья с пешкой против ладьи». Сильнейшей стороне следует всячески стремиться к этой позиции, чтобы выиграть. Названа в честь испанского шахматиста Л. Р. Лусены, автора первого известного печатного руководства по шахматам. Ю. Авербах в своем капитальном труде пишет, что данная позиция была опубликована итальянским шахматистом Алессандро Сальвио  в 1634 году в его учебнике с указанием, что она встретилась в партии маэстро Сципиона Дженновино. Позднее австрийский шахматный аналитик И. Бергер (1890) приписал её испанцу Х. Лусене. С лёгкой руки Бергера под этим авторством она и стала гулять по белу свету. Но советский гроссмейстер немного не прав. Сальвио опубликовал позицию в повести «Путтино, или Странствующий рыцарь», включённой во 2-е дополненное издание трактата о шахматной игре (1634). Кроме того, диаграмма позиции №243 в книге И.Бергера имела следующий заголовок. с двойным наименованием Lucena 96, Salvio (Sarratt, 1813, S. 245) c указанием источника. В книге английского шахматиста J. Sarratt приведено следующее описание позиции и её решение по-английски при переводе с итальянского.
SITUATION.
White.
K. at adversary's Q. Kt, square. 
Q. R. at its Q. B. square. 
Q. Kt. P. at adversary's Q. Kt. second square.
Black.
K. at his Q. square. 
Q. R. at adversary's Q. R. second square. 
White has only one method of winning. 
1. W. Rook to adversary's Q. B. fourth square. 
B. Rook to adversary's Q. R. square. 
2. W. Rook to adversary's Q. fourth square, and checks.
B. K. to his second square. 
3. W. K. to adversary's Q. B. second square. 
B. Rook to adversary's Q. B. square, and checks.
4. W. K. to adversary's Q. Kt. third square. 
B. Rook to adversary's Q. Kt. square, and checks. 
5. W. Interposes his Rook, and, of course, wins the game.
Можно видеть, что сама позиция и её решение отличаются от тех сведений, которые опубликованы в шахматных книгах. Это касается перемены флангов, постановки короля черных на 7 горизонталь вместо 8, последнее затемняет решение задачи. Кроме того не указывается авторское решение, что ладья белых перемещается на 5 горизонталь, а не на четвертую. Авторская позиция и решение доставляют большое эстетическое наслаждение.

## Описание
|   | a                                                                                      | b                                                                                      | c                                                                                      | d                                                                                      | e                                                                                      | f                                                                                      | g                                                                                      | h                                                                                      |   |
| - | -------------------------------------------------------------------------------------- | -------------------------------------------------------------------------------------- | -------------------------------------------------------------------------------------- | -------------------------------------------------------------------------------------- | -------------------------------------------------------------------------------------- | -------------------------------------------------------------------------------------- | -------------------------------------------------------------------------------------- | -------------------------------------------------------------------------------------- | - |
| 8 | g8 белый король · e7 чёрный король · g7 белая пешка · h2 чёрная ладья · f1 белая ладья | g8 белый король · e7 чёрный король · g7 белая пешка · h2 чёрная ладья · f1 белая ладья | g8 белый король · e7 чёрный король · g7 белая пешка · h2 чёрная ладья · f1 белая ладья | g8 белый король · e7 чёрный король · g7 белая пешка · h2 чёрная ладья · f1 белая ладья | g8 белый король · e7 чёрный король · g7 белая пешка · h2 чёрная ладья · f1 белая ладья | g8 белый король · e7 чёрный король · g7 белая пешка · h2 чёрная ладья · f1 белая ладья | g8 белый король · e7 чёрный король · g7 белая пешка · h2 чёрная ладья · f1 белая ладья | g8 белый король · e7 чёрный король · g7 белая пешка · h2 чёрная ладья · f1 белая ладья | 8 |
| 7 | g8 белый король · e7 чёрный король · g7 белая пешка · h2 чёрная ладья · f1 белая ладья | g8 белый король · e7 чёрный король · g7 белая пешка · h2 чёрная ладья · f1 белая ладья | g8 белый король · e7 чёрный король · g7 белая пешка · h2 чёрная ладья · f1 белая ладья | g8 белый король · e7 чёрный король · g7 белая пешка · h2 чёрная ладья · f1 белая ладья | g8 белый король · e7 чёрный король · g7 белая пешка · h2 чёрная ладья · f1 белая ладья | g8 белый король · e7 чёрный король · g7 белая пешка · h2 чёрная ладья · f1 белая ладья | g8 белый король · e7 чёрный король · g7 белая пешка · h2 чёрная ладья · f1 белая ладья | g8 белый король · e7 чёрный король · g7 белая пешка · h2 чёрная ладья · f1 белая ладья | 7 |
| 6 | g8 белый король · e7 чёрный король · g7 белая пешка · h2 чёрная ладья · f1 белая ладья | g8 белый король · e7 чёрный король · g7 белая пешка · h2 чёрная ладья · f1 белая ладья | g8 белый король · e7 чёрный король · g7 белая пешка · h2 чёрная ладья · f1 белая ладья | g8 белый король · e7 чёрный король · g7 белая пешка · h2 чёрная ладья · f1 белая ладья | g8 белый король · e7 чёрный король · g7 белая пешка · h2 чёрная ладья · f1 белая ладья | g8 белый король · e7 чёрный король · g7 белая пешка · h2 чёрная ладья · f1 белая ладья | g8 белый король · e7 чёрный король · g7 белая пешка · h2 чёрная ладья · f1 белая ладья | g8 белый король · e7 чёрный король · g7 белая пешка · h2 чёрная ладья · f1 белая ладья | 6 |
| 5 | g8 белый король · e7 чёрный король · g7 белая пешка · h2 чёрная ладья · f1 белая ладья | g8 белый король · e7 чёрный король · g7 белая пешка · h2 чёрная ладья · f1 белая ладья | g8 белый король · e7 чёрный король · g7 белая пешка · h2 чёрная ладья · f1 белая ладья | g8 белый король · e7 чёрный король · g7 белая пешка · h2 чёрная ладья · f1 белая ладья | g8 белый король · e7 чёрный король · g7 белая пешка · h2 чёрная ладья · f1 белая ладья | g8 белый король · e7 чёрный король · g7 белая пешка · h2 чёрная ладья · f1 белая ладья | g8 белый король · e7 чёрный король · g7 белая пешка · h2 чёрная ладья · f1 белая ладья | g8 белый король · e7 чёрный король · g7 белая пешка · h2 чёрная ладья · f1 белая ладья | 5 |
| 4 | g8 белый король · e7 чёрный король · g7 белая пешка · h2 чёрная ладья · f1 белая ладья | g8 белый король · e7 чёрный король · g7 белая пешка · h2 чёрная ладья · f1 белая ладья | g8 белый король · e7 чёрный король · g7 белая пешка · h2 чёрная ладья · f1 белая ладья | g8 белый король · e7 чёрный король · g7 белая пешка · h2 чёрная ладья · f1 белая ладья | g8 белый король · e7 чёрный король · g7 белая пешка · h2 чёрная ладья · f1 белая ладья | g8 белый король · e7 чёрный король · g7 белая пешка · h2 чёрная ладья · f1 белая ладья | g8 белый король · e7 чёрный король · g7 белая пешка · h2 чёрная ладья · f1 белая ладья | g8 белый король · e7 чёрный король · g7 белая пешка · h2 чёрная ладья · f1 белая ладья | 4 |
| 3 | g8 белый король · e7 чёрный король · g7 белая пешка · h2 чёрная ладья · f1 белая ладья | g8 белый король · e7 чёрный король · g7 белая пешка · h2 чёрная ладья · f1 белая ладья | g8 белый король · e7 чёрный король · g7 белая пешка · h2 чёрная ладья · f1 белая ладья | g8 белый король · e7 чёрный король · g7 белая пешка · h2 чёрная ладья · f1 белая ладья | g8 белый король · e7 чёрный король · g7 белая пешка · h2 чёрная ладья · f1 белая ладья | g8 белый король · e7 чёрный король · g7 белая пешка · h2 чёрная ладья · f1 белая ладья | g8 белый король · e7 чёрный король · g7 белая пешка · h2 чёрная ладья · f1 белая ладья | g8 белый король · e7 чёрный король · g7 белая пешка · h2 чёрная ладья · f1 белая ладья | 3 |
| 2 | g8 белый король · e7 чёрный король · g7 белая пешка · h2 чёрная ладья · f1 белая ладья | g8 белый король · e7 чёрный король · g7 белая пешка · h2 чёрная ладья · f1 белая ладья | g8 белый король · e7 чёрный король · g7 белая пешка · h2 чёрная ладья · f1 белая ладья | g8 белый король · e7 чёрный король · g7 белая пешка · h2 чёрная ладья · f1 белая ладья | g8 белый король · e7 чёрный король · g7 белая пешка · h2 чёрная ладья · f1 белая ладья | g8 белый король · e7 чёрный король · g7 белая пешка · h2 чёрная ладья · f1 белая ладья | g8 белый король · e7 чёрный король · g7 белая пешка · h2 чёрная ладья · f1 белая ладья | g8 белый король · e7 чёрный король · g7 белая пешка · h2 чёрная ладья · f1 белая ладья | 2 |
| 1 | g8 белый король · e7 чёрный король · g7 белая пешка · h2 чёрная ладья · f1 белая ладья | g8 белый король · e7 чёрный король · g7 белая пешка · h2 чёрная ладья · f1 белая ладья | g8 белый король · e7 чёрный король · g7 белая пешка · h2 чёрная ладья · f1 белая ладья | g8 белый король · e7 чёрный король · g7 белая пешка · h2 чёрная ладья · f1 белая ладья | g8 белый король · e7 чёрный король · g7 белая пешка · h2 чёрная ладья · f1 белая ладья | g8 белый король · e7 чёрный король · g7 белая пешка · h2 чёрная ладья · f1 белая ладья | g8 белый король · e7 чёрный король · g7 белая пешка · h2 чёрная ладья · f1 белая ладья | g8 белый король · e7 чёрный король · g7 белая пешка · h2 чёрная ладья · f1 белая ладья | 1 |
|   | a                                                                                      | b                                                                                      | c                                                                                      | d                                                                                      | e                                                                                      | f                                                                                      | g                                                                                      | h                                                                                      |   |

Одна из самых известных и основополагающих позиций в теории шахматного эндшпиля, где у одной стороны есть ладья и пешка, а у защитника только ладья. Если сторона с пешкой сумеет достичь такой позиции, то сможет выиграть игру. Большинство окончаний эндшпиля «ладья и пешка против ладьи» достигают либо позиции Лусены, либо позиции Филидора, если играть правильно. Сторона с пешкой попытается достичь позиции Лусены, чтобы выиграть, при этом другая сторона попытается достичь позиции Филидора, чтобы сделать ничью. 
Белые выигрывают приёмом, известным в теории как «наведение моста»: 1.Лf4! Лh1 2.Лe4+ Крd7 3.Крf7 Лf1+ 4.Крg6 Лg1+ 5.Крf6 Лf1+ 6.Крg5 Лg1+ 7.Лg4.
В шахматной литературе нет определения позиции Лусены. Многие авторы понимают под ней разные позиции. Самый обобщенный признак это пешка на 7 горизонтали и король на поле превращения пешки. Далее идут отличия. Пешка может быть ладейной, и не ладейной. Так при ладейной пешке и блокировке черного короля белым королем выигрыш невозможен. Черный король может быть в отдалении от пешки и не принимать участия в борьбе. Это предполагает решение позиции 5 различными способами. При центральных и слоновых пешках при блокирующем возможно два способа решения. Авторская позиция с коневой пешкой имеет один способ с несколькими равноценными ходами.